# Apperson Brothers Automobile Company

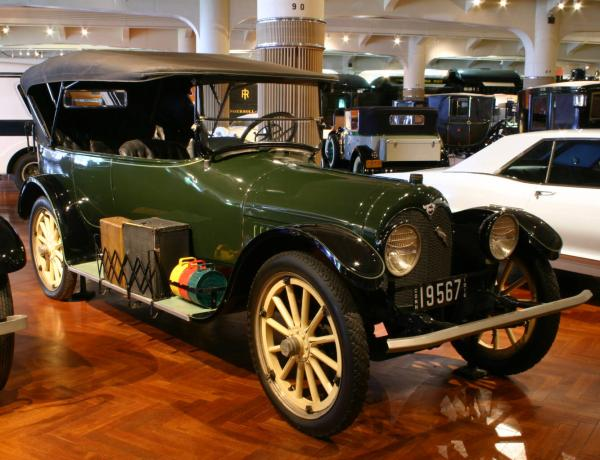
Apperson Jack Rabbit Tourenwagen (1916)

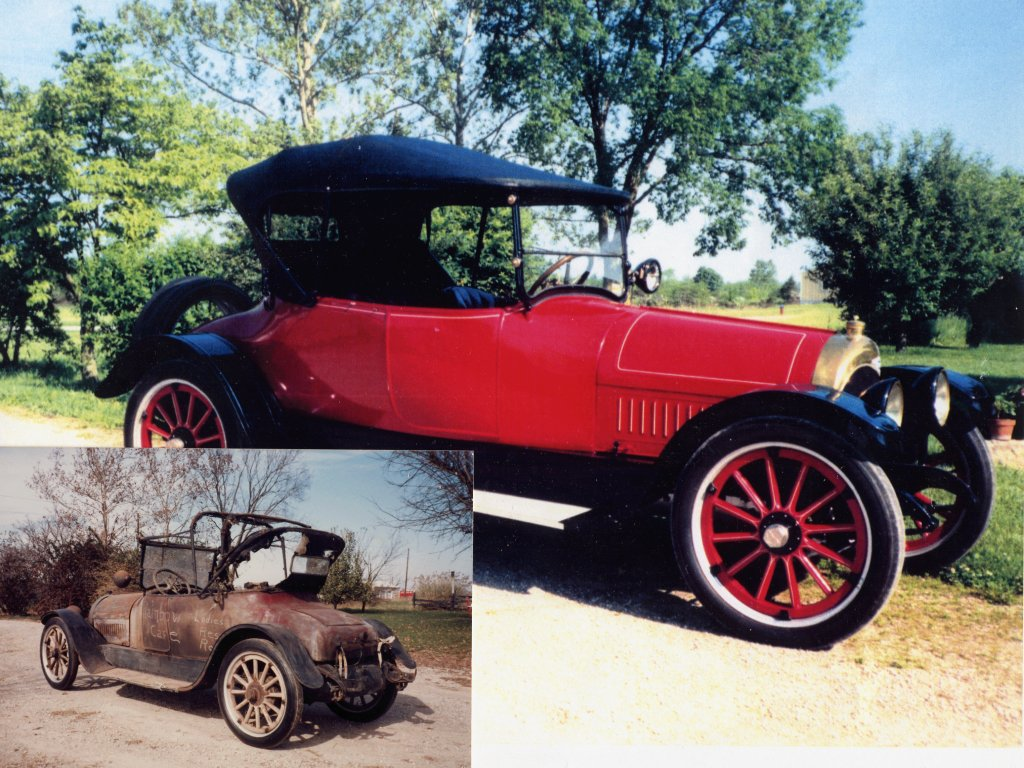
Apperson Chummy Roadster

Die Apperson Brothers Automobile Company war ein US-amerikanischer Automobilhersteller, der 1902–1926 in Kokomo (Indiana) ansässig war.

## Firmengeschichte
Die Firma wurde von den Brüdern Edgar und Elmer Apperson gegründet, kurz nachdem sie die Haynes-Apperson Company verlassen hatten. Einige Zeit lang setzten sie noch den Zweizylinder-Boxermotor ein, dann gingen sie zum Reihenvierzylindermotor über.

### Apperson-Automobile
1904 bot Apperson in zwei Modellen Vierzylinder-Reihenmotoren an. Der Apperson Touring Car war ein Tourenwagen, der mit einem Tonneau für 6 Personen ausgestattet war und 6000 US$ kostete. Der Motor war vorne eingebaut und entwickelte 40 bhp (29 kW) Leistung. Über ein Vierganggetriebe wurde die Motorkraft an die Hinterräder weitergeleitet. Der Wagen hatte einen Stahlrahmen und wog 1.270 kg. Er bot elektrische Beleuchtung – damals eine Neuheit – und einen Zellenkühler. Die 25 bhp-(18,2 kW)-Version wog 816 kg und kostete 3500 US$.
1906 bot die Firma einen Wagen mit 95 bhp (70 kW) starkem Vierzylindermotor für 10.500 US$ an. Im Jahr darauf verließ der erste der berühmten Jackrabbit-Speedster die Fertigungslinie. Er hatte 60 bhp (44 kW) Leistung und kostete 5.000 US$. Eine Zeitlang wurde die gesamte Modellpalette unter dem Namen Jack Rabbit verkauft; 1913 gab es einen Vierzylinder mit 32,4 bhp (23,8 kW) und einen Sechszylinder mit 33,7 bhp (24,8 kW) und 1914 folgte ein 5,5-l-V8 mit 33,8 bhp (24,9 kW).

### Roadplane- und Silver-Apperson-Modelle
1916 kündigte die Gesellschaft die Fertigung von Roadplane-Sechs- und Achtzylindermodellen an. Der Name Roadplane (dt.: Straßenflugzeug) bezog sich dabei nicht auf ein bestimmtes Modell, sondern war ein Marketingkonzept von Elmer Apperson, das auf den Chummy Roadster und den Touring angewendet wurde. Elmer Apperson ließ sich erstaunlicherweise die Konstruktion des Chummy Roadster patentieren.
Die Silver-Apperson, die von Canover T. Silver konstruiert worden waren, kamen 1917 heraus; die Modelle hießen nach 1919 Anniversary. Ein 3,2-l-R6-Motor (3.243 cm³ Hubraum) erschien 1923 und ein V8 von Lycoming 1924.

### Ende der Fertigung
Gegen Mitte der 1920er-Jahre gingen die Verkaufszahlen sowohl von Apperson als auch von Haynes zurück und man hörte Gerüchte über ein erneutes Zusammengehen beider Firmen. Aber 1926 musste Apperson seine Tore schließen, obwohl in diesem Jahr noch Modelle mit Vierradbremsen neu eingeführt worden waren.

## Modellübersicht
| Modell                     | Bauzeitraum | Zylinder | Leistung                 | Radstand     |
| -------------------------- | ----------- | -------- | ------------------------ | ------------ |
| A                          | 1902–1903   | 2 Boxer  | 16–25 bhp (11,8–18,4 kW) | 2590 mm      |
| B                          | 1903        | 2 Boxer  | 20 bhp (14,7 kW)         | 2590 mm      |
| A                          | 1904–1905   | 4 Reihe  | 40 bhp (29 kW)           | 2743–2896 mm |
| B                          | 1904–1905   | 4 Reihe  | 24 bhp (17,6 kW)         | 2590 mm      |
| Special                    | 1905        | 4 Reihe  | 50 bhp (37 kW)           | 2896 mm      |
| A                          | 1906–1907   | 4 Reihe  | 55 bhp (40 kW)           | 2921–2946 mm |
| B                          | 1906–1907   | 4 Reihe  | 45 bhp (33 kW)           | 2845–2896 mm |
| C                          | 1906        | 4 Reihe  | 35 bhp (26 kW)           | 2642 mm      |
| Special                    | 1907        | 4 Reihe  | 96 bhp (71 kW)           | 2794 mm      |
| K Jack Rabbit              | 1908–1909   | 4 Reihe  | 55 bhp (40 kW)           | 2896 mm      |
| M                          | 1908–1909   | 4 Reihe  | 35–40 bhp (26–29 kW)     | 2705–3023 mm |
| S                          | 1908        | 4 Reihe  | 55 bhp (40 kW)           | 2896 mm      |
| I                          | 1909        | 4 Reihe  | 40 bhp (29 kW)           | 3251 mm      |
| O                          | 1909        | 4 Reihe  | 30 bhp (22 kW)           | 3023 mm      |
| 4-30                       | 1910–1911   | 4 Reihe  | 30–32,4 bhp (22–23,8 kW) | 2896–3023 mm |
| 4-40                       | 1910–1911   | 4 Reihe  | 40 bhp (29 kW)           | 3099 mm      |
| 4-50                       | 1910–1911   | 4 Reihe  | 50 bhp (37 kW)           | 3251 mm      |
| Jack Rabbit                | 1910        | 4 Reihe  | 50 bhp (37 kW)           | 2946 mm      |
| 4-45                       | 1912–1915   | 4 Reihe  | 32–45 bhp (23,5–33 kW)   | 2896–3048 mm |
| 4-55                       | 1912–1913   | 4 Reihe  | 55 bhp (40 kW)           | 2997 mm      |
| 4-65                       | 1912        | 4 Reihe  | 65 bhp (48 kW)           | 3251 mm      |
| Light 4-45                 | 1914        | 4 Reihe  | 32 bhp (23,5 kW)         | 2946 mm      |
| 6-45                       | 1914–1915   | 6 Reihe  | 29–38 bhp (21,3–28 kW)   | 3099–3251 mm |
| 6-55                       | 1914        | 6 Reihe  | 43 bhp (31,6 kW)         | 3251 mm      |
| 6-48                       | 1915        | 6 Reihe  | 29 bhp (21,3 kW)         | 3200 mm      |
| 6-16                       | 1916        | 6 Reihe  | 29 bhp (21,3 kW)         | 3251 mm      |
| 8-16                       | 1916        | 8 V      | 31 bhp (23 kW)           | 3251 mm      |
| 6-17 / 6-18                | 1917–1918   | 6 Reihe  | 29,4 bhp (21,6 kW)       | 3302 mm      |
| 8-17 / 8-18 / 8-19         | 1917–1919   | 8 V      | 31–33,8 bhp (23–25 kW)   | 3302 mm      |
| Anniversary / 8-20         | 1920        | 8 V      | 60 bhp (44 kW)           | 3302 mm      |
| 8-21 / Beverly             | 1921–1922   | 8 V      | 70 bhp (51 kW)           | 3302 mm      |
| 6-23 / 6-24 / 6-25 / 6-26  | 1923–1926   | 6 Reihe  | 46 bhp (34 kW)           | 3048 mm      |
| 8-23 / 8-24 / V-Type Eight | 1923–1925   | 8 V      | 60–70 bhp (44–51 kW)     | 3302 mm      |
| Straightaway Eight / Eight | 1925–1926   | 8 Reihe  | 60–65 bhp (44–48 kW)     | 3048–3302 mm |